# D6 (Tsjechië)

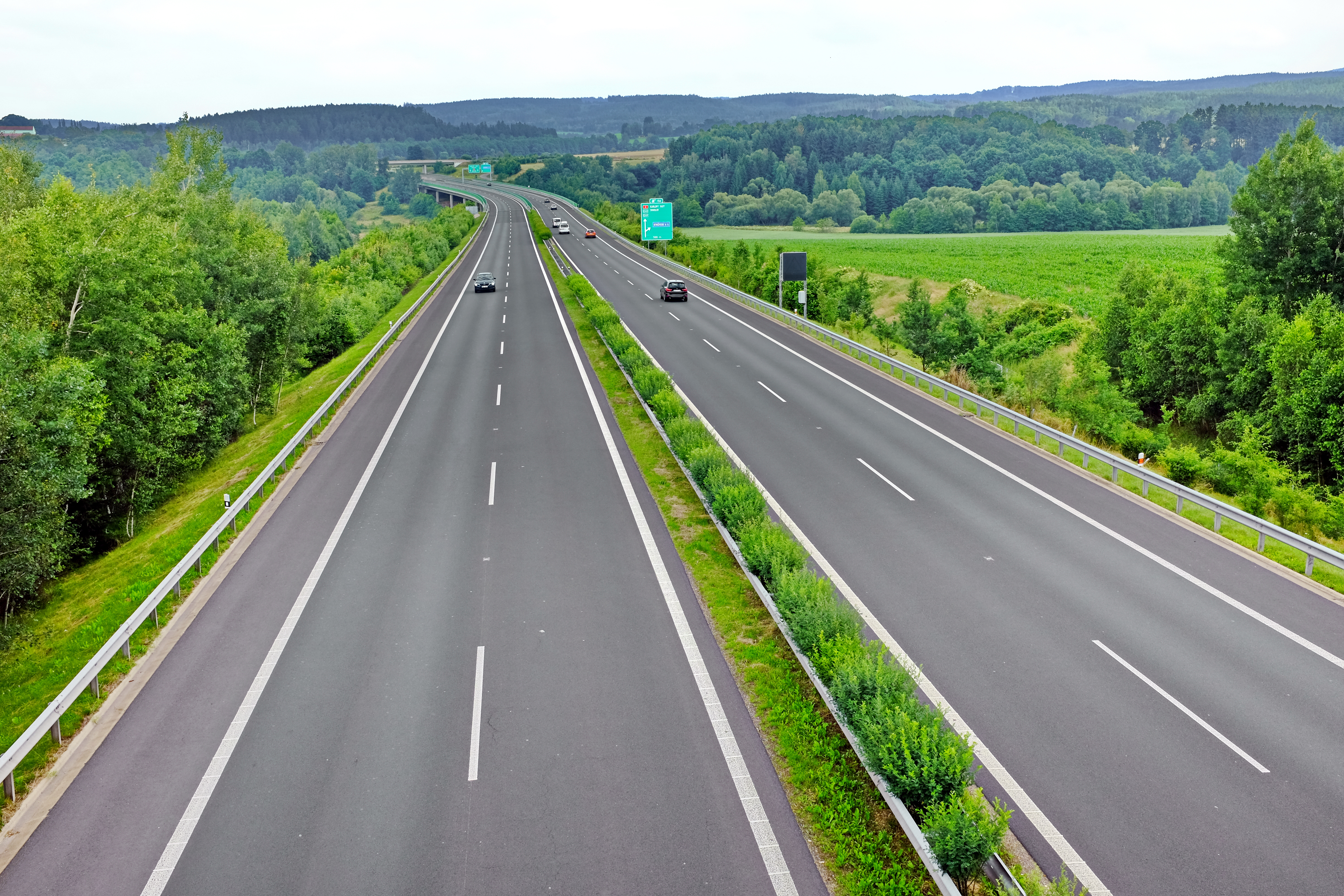
De D6

De Dálnice 6 of (D6) is een autosnelweg in Tsjechië ten westen van Praag richting Karlsbad en Cheb naar de grens met Duitsland. De snelweg bestaat uit losse secties (in totaal 105 km); de geplande lengte is 177 kilometer. De eerste delen werden aangelegd in de jaren 80.
D 0 ·
D 1 ·
D 2 ·
D 3 ·
D 4 ·
D 5 ·
D 6 ·
D 7 ·
D 8 ·
D 10 ·
D 11 ·
D 35 ·
D 43 ·
D 46 ·
D 48 ·
D 49 ·
D 52 ·
D 55 ·
D 56